# Acméisme
L'acméisme (en russe : Акмеизм, Akméizm) est un mouvement poétique russe qui a connu son heure de gloire au début des années 1910 sous la direction de Nikolaï Goumilev et Sergueï Gorodetski. Le mot tire son origine du mot grec ἀκμή / akmḗ « acmé », qui signifie « pointe, comble, apogée ». Reprochant aux symbolistes leur goût pour l'incompréhensibilité et pour des rêveries sur d'autres mondes, les artistes de ce mouvement aspirent à l'unité indivisible de la Terre et de l'homme.

## Naissance et développement

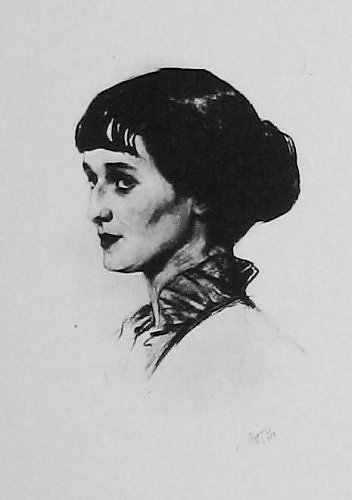
Anna Akhmatova 1913-1914 par Savely Sorin.

La naissance du mouvement fut proclamée par Nikolaï Goumilev le 1er mars 1912. En décembre de la même année, Goumilev et Gorodetski firent connaître leur manifeste acméiste dans un cabaret de Saint-Petersbourg, Au chien errant, où se réunissait la bohème artistique de la ville. Le premier numéro de la revue Apollon publia ce manifeste dès janvier dans le premier numéro de 1913. Parmi les recueils fondateurs de ce mouvement, on peut citer Le Soir d'Anna Akhmatova et La Pierre (Kamen, 1912-1913) d'Ossip Mandelstam.
Les poètes les plus importants de l'école acméiste sont Goumilev et sa femme Anna Akhmatova, Mikhaïl Kouzmine, Ossip Mandelstam, Mikhaïl Zenkevitch, Gueorgui Ivanov. Le sixième est selon Nadejda Mandelstam Vladimir Narbout. L'esthétique acméiste s'oppose au symbolisme, alors dominant dans la poésie russe. Les acméistes revendiquent l'utilisation d'un langage simple et concret, pour porter à son apogée la dimension poétique du quotidien. Ils aimaient aussi se faire appeler « adamistes », par référence à leur penchant pour le fort, le clair, le viril. Ils critiquent l'occultisme et l'aspect religieux du symbolisme, et rejettent son aspiration à la connaissance des vérités cachées et de l'au-delà.
Dans son manifeste de la fin de l'année 1912 publié par la revue Apollon en 1913, intitulé « Les préceptes du symbolisme et de l'acméisme », Goumilev proclame les dernières œuvres des symbolistes sans valeur. Il reproche à ses représentants de s'envelopper dans la « toge de l'incompréhensibilité ». Mais l'acméisme, s'il s'oppose aux rêveries des symbolistes sur d'autres mondes, ne rejetait pas pour autant les valeurs esthétiques, métaphysiques et éthiques universelles dans une appréhension charnelle, directe et sensuelle de la réalité.
Les acméistes se réclament d'Alexander Pope, de Théophile Gautier, de Rudyard Kipling, d'Innokenti Annenski, et du cercle des Parnassiens.
L'effervescence acméiste subit un ralentissement lors du déclenchement de la Première Guerre mondiale : Goumilev se trouve notamment engagé comme soldat dans le conflit. La Révolution russe met à l'écart les acméistes, et Goumilev est exécuté en 1921 pour « agitation monarchiste ». Leur situation devient plus précaire sous la dictature stalinienne. Certains partent en exil, d'autres restent et ne peuvent publier, comme Akhmatova, voire meurent en camp comme Mandelstam.
La poétesse Marina Tsvetaïeva ne se revendiquera jamais de l'acméisme, bien que sa poésie et ses amitiés avec plusieurs membres de ce mouvement (notamment avec Mandelstam, qui sera un temps son amant, et avec Akhmatova) l'en rapprochent.

#### En français
- Valentine Marcadé, Le Renouveau de l'art pictural russe 1863-1914, édition L'Âge d'homme, Lausanne, 1971.
- Ossip Mandelstam (trad. Natalia Patout, dans Pierre), Le Matin de l’acméisme, Corbières, Harpo &, 2002, sans pagination.
- Serge Fauchereau, L'avant-garde russe : Futuristes et acméistes, Paris, Éditions du Murmure, 2003.

#### En allemand
- (de) Wolfgang Kasack, Lexikon der russischen Literatur ab 1917, Kröner, 1976 (ISBN 9783520451019, OCLC 3166696).

#### En russe
- (ru) « Акмеизм и акмеисты » [« Acméisme et acméistes »], sur Slova Siècle d'argent (slova.org.ru) (consulté le 5 octobre 2018) ;
- (ru) Т. Скрябина (T. Scriabina), « Акмеизм » [« Acméisme »], sur Encyclopédie Krougosvet (www.krugosvet.ru) (consulté le 5 octobre 2018) ;
- (ru) « А был ли акмеизм? » [« Et y-a-t-il eu un acméisme ? »], Магистерия,‎ 28 février 2017 (lire en ligne, consulté le 5 octobre 2018) ;
- (ru) Лекманов О.А. (O. A. Lekmanov), Книга об акмеизме и другие работы [« Livre sur l'acméisme et autres travaux »], Tomsk, Водолей,‎ 2000 (lire en ligne) ;
- (ru) О. Ронен (O. Ronen), « Акмеизм » [« L'Acméisme »], Звезда, no 7,‎ 2008 (lire en ligne, consulté le 5 octobre 2018).